# FIFA Manager 07
 FIFA Manager 07 — игра из серии игр «Electronic Arts» о клубном футболе. Игра разрабатывалась «EA Canada» и издавалась компанией «Electronic Arts» под брендом «EA Sports». Это следующая игра серии после «FIFA Manager 06».

## Особенности игры

### 3D матч
В отличие от предыдущих игр серии появился режим «свободной» камеры. Он позволяет изменять угол обзора поля по желанию игрока.
Впервые в играх серии «FIFA Manager» появилась возможность изменить ход матча. В отличие от игр FIFA Soccer переключение между игроками невозможно, однако можно просить пас у других футболистов. Также на экране «Дуэль» можно сравнить характеристики своего подопечного и его ближайшего противника.

### База данных
База данных игры содержит около 2400 футбольных команд и 22000 игроков, примерно 8000 из них имеют фотографии.

### Минимальные системные требования
- Операционная система: Windows 2000/XP
- Процессор: Pentium III 1.3 ГГц
- Оперативная память: 512 МБ
- Объём жёсткого диска: 3,5 Gb
- Видеокарта: 32 МБ
- Звуковая карта: звуковая карта совместимая с DirectX 9.0с
- DirectX: версия 9.0с
- Устройства ввода: клавиатура, мышь